# さよならの言葉
さよならの言葉（さよならのことば）は、小野香代子の楽曲。作詞・作曲は小野香代子。1977年5月8日に開催された第13回ヤマハポピュラーソングコンテスト（ポプコン）のグランプリ受賞曲である。
小野は第13回ポプコングランプリ受賞後にメジャー・デビューを予定して「さよならの言葉」「気まぐれでいいのに」の2曲をレコーディングしたが、結局レコードデビューはせずにアメリカへ留学した。
同じくポプコン出身の八神純子がカバーし、1978年5月5日にディスコメイトレコードからの2枚目のシングル『さよならの言葉』としてリリースした（規格品番：DSF-121）。「気まぐれでいいのに」も八神純子がカバーし、両曲とも八神のアルバム『思い出は美しすぎて』に収録されている。
本項では「さよならの言葉」「気まぐれでいいのに」の2曲について、小野香代子と八神純子の両者のバージョンをまとめて記述する。

## 小野香代子
- さよならの言葉
  - 作詞・作曲：小野香代子／編曲：福井崚[1]
- 気まぐれでいいのに
  - 作詞・作曲：小野香代子

小野香代子（おの かよこ、1954年生まれ、女性）は、第13回ポプコングランプリ受賞後に「さよならの言葉」「気まぐれでいいのに」の2曲のみを残し、プロ歌手としてデビューせずにアメリカに留学。
小野が歌うオリジナル・バージョンの「さよならの言葉」は、ポプコン出身の女性歌手の楽曲を集めてキングレコードから発売されたコンピレーション・アルバム『ポプコン・ガールズ・コンピレーション』（2003年盤、規格品番：KICS2419）でCD音源化された。のち『ポプコン・ガールズ・コレクション』（2006年盤、規格品番：KICS-2499）として再発売されている。
また、ポプコンと連動していたテレビ音楽番組『コッキーポップ』で、ギター弾き語りで「さよならの言葉」を歌う小野の映像が残っている。
なお、同姓同名の「小野香代子」という音楽家が存在し、エイベックスから発売された『SUPER EUROBEAT』シリーズのライナーノーツ対訳や、安室奈美恵の楽曲「GO!GO! 〜夢の速さで〜」の作詞を手がけた。

## 八神純子
八神純子は1974年10月13日に開催された第8回ポプコンに出場し「雨の日のひとりごと」で優秀曲賞に入賞。同大会では「幸せの時」もノミネートされ入賞曲に選ばれた。1974年12月10日にシングル『雨の日のひとりごと』で、キャニオン・レコードのAARD-VARKレーベルよりプレ・デビュー。翌1975年2月10日には2枚目のシングル『幸せの時』をリリース。1975年5月に開催された第9回ポプコンにも出場し「幸せの国へ」で優秀曲賞に入賞した。
1978年1月5日、ディスコメイトレコードからシングル『思い出は美しすぎて』でプロ歌手として本格デビュー。この曲はオリコン最高位25位、売上12万枚のヒットとなった。
これに続くディスコメイトレコードからのセカンド・シングルとして、1978年5月5日に『さよならの言葉』をリリース。同年5月から6月にかけて『コッキーポップ』テーマソングとして使用された。「さよならの言葉」「気まぐれでいいのに」の2曲は、同年6月25日発売のファースト・アルバム『思い出は美しすぎて』に収録された。
八神が小野のカバー曲を歌った経緯は、小野がレコーディング後にデビューせず楽曲が宙に浮いた形となっていたことから、ヤマハのディレクターの意向もあり、期待の新人として売り出したい八神に歌わせることとなったのである。しかしながら、ポプコングランプリ受賞曲であれば手堅く売れるだろうという制作側の思惑とは裏腹に、シングルが自作曲でなくカバーとなり、しかもポプコンでは「後輩」にあたる小野の楽曲を歌わされたことは、八神にとっては不本意であった。セールス結果もそうした状況を反映して前作のヒットから一転し、オリコン最高位67位、売上1.9万枚と低迷した。
当シングルの売上低迷により、八神は歌手引退も考えるまでに追い詰められたが、そこからの一念発起で『みずいろの雨』の大ヒットを生み出すこととなる。

## 収録シングル・アルバム

### 小野香代子
いずれもポプコン関連のコンピレーション・アルバム。
『THE 13TH POPULAR SONG CONTEST』
ヤマハ音楽振興会、LP、規格品番：YL-7701P、1977年
- さよならの言葉（A面6曲目に収録）

『World Popular Song Festival in Tokyo '77』
ヤマハ音楽振興会、LP、規格品番：YL-7715-W、1977年
- さよならの言葉（A面4曲目に収録）

『つま恋乙女』
- ヤマハ音楽振興会、CD、規格品番：NKCD-3962、2005年5月31日

ポプコン関連の音源をまとめたCD「蔵出しシリーズ」全3枚のVol.1。女性アーティストのコンピレーション。
- 八神純子「幸せの国へ」／庄野真代「プラタナスの丘」／田島裕子「目をそらさないで」／高岡美智子「いじっぱり」／朝野葉子「ひとり」／ドド「愛」／菊地弘子「青いくれよん」／高崎幹子「ウィリーウィル」／Pia（渡辺真知子）「オルゴールの恋唄」／中沢京子「さよならの時」／フルハーネス「さよならあい」／ピーマン「あなたはその後」／赤ずきん「あんたとあたい」／小野香代子「気まぐれでいいのに」／柴田容子「ミスターロンサム」

『ポプコン・ガールズ・コンピレーション』
キングレコード、2003年盤、CD、規格品番：KICS2419
中島みゆき、谷山浩子、辛島美登里、サンディーらの楽曲を収録。
- さよならの言葉（13曲目に収録）

『ポプコン・ガールズ・コレクション』
キングレコード、2006年盤、CD、規格品番：KICS-2499
2003年盤の改題再発売。収録曲は同一。
- さよならの言葉（13曲目に収録）

### 八神純子
シングル『さよならの言葉』
- さよならの言葉

作詞・作曲：小野香代子／編曲：小野崎孝輔
『コッキーポップ』テーマソング（1978年5月 - 6月）
- 恋人同志

作詞・作曲：八神純子／編曲：山田秀俊
『ロッテ 歌のアルバム』テーマソング
アルバム『思い出は美しすぎて』
- さよならの言葉 (4分18秒)

作詞・作曲：小野香代子／編曲：小野崎孝輔
- 気まぐれでいいのに (4分41秒)

作詞・作曲：小野香代子／編曲：山田秀俊